# رودي (لاعب كرة قدم)
رودي هو لاعب كرة قدم برتغالي، ولد في 1 مايو 1989 في أويرس في البرتغال. شارك مع منتخب أنغولا لكرة القدم. أما مع النوادي، فقد لعب مع أتليتيكو كلوب دي برتغال وديبورتيفو لاكورونيا وسكودا زانثي وسيركل بروج ونادي بيلينينسش ونادي ريكرياتيفو ديسبورتيفو دو ليبولو.

## وصلات خارجية
- رودي على موقع قاعدة بيانات كرة القدم.إي يو (الإنجليزية)
- رودي على موقع ناشيونال فوتبول تيمز (الإنجليزية)
- رودي على موقع Soccerway.com (الإنجليزية)
- رودي على موقع عالم كرة القدم.نت (الإنجليزية)
- رودي على موقع AS.com (الإسبانية)